# Амборија
Амборија је назив за подграђе, насеље под утврђењем, трговиште.
У документима о поклону великаша Хреље манастиру Хиландар, сачуваним у више верзија, као место становања 50 паричких породица употребљен је овај грчки термин, а у српским верзијама: лмворик.
Трговачки карактер подграђа потврђује помен прихода од трга. Трг је овде у значењу грчког из византијске повеље о истом предмету. У Светостефанској хрисовуљи у опису међа појављује се облик амбул као синоним за трг, али у значењу места, положај му је: под градом. О ширини употребе сведочи чињеница да је у једном писму из 1495. године трг соли у Новом назван амбар. Не може се, међутим, сваки помен амбара повезати с тим, јер та реч има другу етимологију.
Значај термина амборија је у томе што показује да се веза тврђава - подграђе, таквог карактери битна за развој градских насеља, развија још у
византијском периоду (XI-XII век). Као топоним или микротопоним амборија би могао указивати на некадашње знатније насеље.